# Argyresthia tatrica
Argyresthia tatrica is een vlinder uit de familie pedaalmotten (Argyrethiidae). De wetenschappelijke naam is voor het eerst geldig gepubliceerd in 2003 door Baraniak,  Kulfan & Patocka.
De soort komt voor in Europa.